# Lahovo število
Lahova števila, ki jih je odkril Ivo Lah leta 1955, so številsko zaporedje v kombinatoriki.
Nepredznačena Lahova števila predstavljajo število načinov, da množico n elementov razporedimo v k nepraznih podmnožic, ki so linearno urejene.
Nepredznačena Lahova števila:
{\displaystyle L(n,k)={n-1 \choose k-1}{\frac {n!}{k!}}.}
Predznačena Lahova števila:
{\displaystyle L'(n,k)=(-1)^{n}{n-1 \choose k-1}{\frac {n!}{k!}}.}
Predlagan je bil tudi drugačen zapis:
{\displaystyle L(n,k)=\left\lfloor {\begin{matrix}n\\k\end{matrix}}\right\rfloor .}